# Aplogompha costimaculata
Aplogompha costimaculata är en fjärilsart som beskrevs av W. Warren 1900. Aplogompha costimaculata ingår i släktet Aplogompha och familjen mätare. Inga underarter finns listade i Catalogue of Life.